# Andréi Nikoláyev
Andréi Vadímovich Nikoláyev –en ruso, Андрей Вадимович Николаев– (Óbninsk, 26 de abril de 1992) es un deportista ruso que compitió en natación. Ganó una medalla de plata en el Campeonato Europeo de Natación en Piscina Corta de 2015, en la prueba de 4 × 50 m estilos mixto.

## Palmarés internacional
| Campeonato Europeo en Piscina Corta | Campeonato Europeo en Piscina Corta | Campeonato Europeo en Piscina Corta | Campeonato Europeo en Piscina Corta |
| Año                                 | Lugar                               | Medalla                             | Prueba                              |
| ----------------------------------- | ----------------------------------- | ----------------------------------- | ----------------------------------- |
| 2015                                | Netanya (Israel)                    | Medalla de plata                    | 4 × 50 m estilos mixto              |